# Macronychia confundens
Macronychia confundens är en tvåvingeart som först beskrevs av Townsend 1915.  Macronychia confundens ingår i släktet Macronychia och familjen köttflugor. Inga underarter finns listade i Catalogue of Life.